# Lexmark
Lexmark este o companie americană producătoare de imprimante.
A fost fondată în 1991, prin desprinderea departamentului de imprimante din IBM.
Compania este prezentă și în România unde a avut o cifră de afaceri de 22 de milioane de euro în anul 2006.